# Geno Smith
Eugene Cyril „Geno“ Smith III (* 10. Oktober 1990 in Miami, Florida) ist ein US-amerikanischer American-Football-Spieler auf der Position des Quarterbacks. Aktuell spielt er für die Las Vegas Raiders in der National Football League. Von 2019 bis 2024 stand er bei den Seattle Seahawks unter Vertrag.

## Frühe Jahre
Smith besuchte die Miramar High School in Miramar, Florida. Dort war er in der Footballmannschaft als Quarterback aktiv. In seinem letzten Jahr konnte er seine Schulmannschaft bis ins Halbfinale der Meisterschaft im Staat Florida führen. Dabei warf er den Ball für 3089 Yards und 30 Touchdowns. Außerdem wurde er ins First-Team All-State zu seiner Highschoolzeit gewählt.
Nach seinem Highschoolabschluss erhielt er ein Stipendium der West Virginia University, für die er von 2009 bis 2012 in der Footballmannschaft spielte. In seinem ersten Jahr war er noch hauptsächlich Backup hinter Jarrett Brown, ab seinem zweiten Jahr wurde er allerdings Stammspieler für sein Team. Insgesamt kam er in 44 Spielen zum Einsatz und konnte dabei den Ball für 11.662 Yards und 98 Touchdowns bei nur 21 Interceptions werfen. Zusätzlich lief er noch mit dem Ball für 342 Yards und 4 Touchdowns. Damit stellte er neue Rekorde für die meisten gefangenen Pässe, die meisten geworfenen Yards und die meisten Touchdown-Pässe in der Geschichte seiner Schule auf. Außerdem erreichte er in seinem letzten Jahr mit 42 Touchdowns den Rekord für die meisten geworfenen Touchdowns in einer Saison. Auch mit seiner Mannschaft war Smith erfolgreich, so konnte er sie 2010 und 2011 zur Meisterschaft in der Big East Conference führen, sowie zu einem 70:33-Sieg gegen die Clemson University im Orange Bowl 2012. Mit sechs geworfenen Touchdowns teilte er den Rekord für die meisten Touchdowns in einem Bowl-Spiel von Chuck Long aus dem Jahr 1984 und wurde zum Most Valuable Player gewählt. Außerdem wurde er 2010 ins Second-Team All-Big East und 2011 ins First-Team All-Big East gewählt.

## NFL

### New York Jets
Beim NFL-Draft 2013 wurde er in der zweiten Runde an 39. Stelle von den New York Jets ausgewählt, obwohl er eigentlich von Experten als Spieler der ersten Runde gehandelt worden war. Trotzdem war er der zweite Quarterback nach EJ Manuel, der ausgewählt worden war. Ursprünglich sollte er als Backup für Mark Sanchez in die Saison gehen, wurde nach dessen Verletzung noch vor dem ersten Spieltag zum Stammspieler ernannt. Sein NFL-Debüt gab er demnach am ersten Spieltag der Saison 2013 beim 18:17-Sieg gegen die Tampa Bay Buccaneers, bei dem er den Ball für 256 Yards, einen Touchdown und eine Interception warf. Außerdem wurde er insgesamt fünfmal gesackt, zusammen mit der 13:38-Niederlage gegen die Tennessee Titans am vierten Spieltag der Saison ein Negativrekord seiner Karriere. Ein starkes Spiel hatte er am fünften Spieltag, als er beim 30:28-Sieg gegen die Atlanta Falcons den Ball für 199 Yards und 3 Touchdowns ohne Interception warf. Nach seiner Karrierehöchstleistung an Touchdowns in einem Spiel wurde er zum AFC Offensive Player of the Week gewählt. Allerdings war seine Rookie-Saison als Quarterback insgesamt nur durchwachsen, neben einigen guten Spielen hatte er auch einige sehr schwache. Insgesamt kam er in allen 16 Spielen als Starter zum Einsatz und konnte dabei den Ball für 3046 Yards und 12 Touchdowns bei 21 Interceptions werfen.
Auch in der Saison 2014 blieb Smith Starter für die Jets, blieb aber genauso durchwachsen wie im vorherigen Jahr. Am achten Spieltag konnte er bei der 23:43-Niederlage gegen die Buffalo Bills nur 2 seiner 8 Passversuche anbringen und warf dabei 3 Interceptions, ehe er durch Michael Vick ersetzt wurde. Sein Quarterback Rating in dem Spiel lag bei 0,04. Dennoch gelang ihm am letzten Spieltag der Saison sein bislang bestes Spiel für die Jets. Beim 34:27-Sieg gegen die Miami Dolphins konnte er 20 Pässe für 358 Yards und 3 Touchdowns ohne Interception anbringen, wofür er den Quarterback-Rating-Höchstwert von 158,3 erhielt. Außerdem war es seine Karrierehöchstleistung in puncto Touchdowns. Smith kam in der Saison in 14 Spielen zum Einsatz, davon in 13 als Starter. Allerdings verlor er in der Saison 2014 seinen Stammplatz an Ryan Fitzpatrick, nachdem er zu Saisonbeginn verletzt ausgefallen war. 2015 kam er in einem, 2016 in zwei Spielen zum Einsatz. Nach der Saison 2016 wurde er ein Free Agent.

### New York Giants
Daraufhin unterschrieb er am 28. März 2017 einen Vertrag bei den New York Giants, wo er als Backup für Eli Manning eingeplant war. Sein Debüt gab er am 9. Spieltag bei der 17:51-Niederlage gegen die Los Angeles Rams, bei der er Manning spät ersetzte. Er konnte allerdings keinen Pass anbringen. Am 13. Spieltag wurde er zum Starter der Giants bei der 17:24-Niederlage gegen die Oakland Raiders ernannt, bei der er 21 Pässe für 212 Yards und einen Touchdown anbrachte. Er beendete damit Mannings 210 Starts in Folge und wurde der erste Quarterback, der sowohl für die New York Jets als auch die New York Giants startete. Gleichwohl blieb dieses Spiel Smiths letzter Einsatz für die Giants.

### Los Angeles Chargers
Am 1. April 2018 unterschrieb er einen Vertrag bei den Los Angeles Chargers, bei denen er Backup für Philip Rivers war. Sein Debüt gab er am zweiten Spieltag beim 31:20-Sieg gegen die Buffalo Bills, bei dem er Rivers spät ersetzte. Insgesamt kam er für die Chargers in 5 Spielen zum Einsatz, jedoch immer nur, wenn das Spiel bereits entschieden war, um Rivers zu schonen.

### Seattle Seahawks
Am 15. Mai 2019 unterschrieb er einen Vertrag bei den Seattle Seahawks. Dort wurde er ebenfalls nur zum Backup, hier für Russell Wilson. Nachdem er in der Saison 2019 gar nicht zum Einsatz gekommen war, wurde sein Vertrag trotzdem um ein weiteres Jahr verlängert. Sein Debüt für die Seahawks gab er am 14. Spieltag der Saison 2020 beim 40:3-Sieg gegen sein altes Team, die New York Jets. Auch hier ersetzte er Wilson spät und konnte insgesamt 4 von 5 Passversuchen für 33 Yards anbringen. Vor der Saison 2021 unterschrieb er erneut einen Einjahresvertrag mit den Seahawks. Wegen einer Fingerverletzung musste Wilson am fünften Spieltag der Saison ausgewechselt werden und fiel auch für die kommenden Spiele aus, sodass Smith ihn ab dem sechsten Spieltag als Starting-Quarterback ersetzte. So konnte er bei der 20:23-Niederlage in Overtime gegen die Pittsburgh Steelers das erste Mal seit 2017 ein Spiel als Starter bestreiten, ihm gelangen 23 Pässe für 209 Yards und einen Touchdown. Auch in den folgenden zwei Spielen blieb er Starting Quarterback der Seahawks. Beim 31:7-Sieg gegen die Jacksonville Jaguars am achten Spieltag konnte er den Ball für zwei Touchdowns werfen und außerdem selbst einen Touchdown erlaufen, es war sein erster Rushing Touchdown seit 2014. Nachdem die Seahawks in der folgenden Woche spielfrei hatten, kehrte am neunten Spieltag Wilson als Starter zurück. Smith kam danach zu keinem weiteren Einsatz.
Vor dem Start der Saison 2022 wurde der bisherige Starting Quarterback der Seahawks, Russell Wilson, zu den Denver Broncos getradet. Daraufhin setzte sich Smith unter anderem gegen Drew Lock durch und wurde zum Starting Quarterback der Seahawks ernannt. Er konnte von Saisonbeginn an überzeugen und konnte direkt am 1. Spieltag beim 17:16-Sieg gegen die Denver Broncos mit Wilson den Ball für 195 Yards und zwei Touchdowns werfen. Am 3. Spieltag konnte bei der 23:27-Niederlage gegen die Atlanta Falcons insgesamt 32 Pässe anbringen, sein Karrierebestwert in dieser Kategorie. Nur eine Woche später konnte Smith beim 48:45-Sieg gegen die Detroit Lions erneut überzeugen, indem er 23 Pässe für 320 Yards und zwei Touchdowns warf und zusätzlich noch mit dem Ball einen weiteren Touchdown erlief. Aufgrund dieser Leistung wurde er zum NFC Offensive Player of the Week gekürt. Am 5. Spieltag konnte er bei der 32:39-Niederlage gegen die New Orleans Saints sogar für drei Touchdowns ohne Interception werfen. Am Ende des Monats Oktober wurde Smith daraufhin zum NFC Offensive Player of the Month ernannt. Insgesamt konnte Smith in der Saison überzeugen und zählten zu den besten Quarterbacks des Jahres. Er konnte 69,76 % seiner Passversuche anbringen und führte in dieser Kategorie die NFL an. Außerdem war er der einzige Quarterback der Liga, der bei jedem Snap der Saison auf dem Feld stand. Daraufhin wurde Smith 2022 erstmals in seiner Karriere in den Pro Bowl gewählt. Auch mit seinem Team war er erfolgreich, so konnten die Seahawks 9 Spiele gewinnen und verloren nur 8, wodurch sie die Playoffs erreichten. Smith gab dementsprechend sein Postseason-Debüt beim Wildcard-Spiel gegen die San Francisco 49ers am 14. Januar 2023. In dem Spiel konnte Smith 25 Pässe für 253 Yards und zwei Touchdowns bei einer Interception werfen. Die Seahawks verloren das Spiel jedoch mit 23:41 und schieden somit aus den Playoffs aus.
Am 7. März 2023 unterschrieb Smith daraufhin einen neuen Vertrag bei den Seahawks. Dabei soll er in den folgenden drei Saisons etwa 105 Millionen $ verdienen. So blieb er auch 2023 Stammspieler bei den Seahawks. Am 2. Spieltag konnte er beim 37:31-Sieg gegen die Detroit Lions insgesamt 32 Pässe für 328 Yards und zwei Touchdowns ohne Interception werfen. Dafür wurde er zum FedEx Air Player of the Week ernannt. Beim 29:26-Sieg gegen die Washington Commanders am 10. Spieltag konnte er 31 Pässe für insgesamt 369 Yards werfen, wodurch er seinen Karrierebestwert aus der Saison 2014 einstellte. Außerdem warf er erneut zwei Touchdownpässe. Bei der 35:41-Niederlage gegen die Dallas Cowboys am 13. Spieltag konnte er erstmals in der Saison drei Touchdowns werfen, dazu einen selbst erlaufen. Allerdings zog er sich daraufhin im Training eine Leistenverletzung zu, wegen der er die folgenden beiden Spiele verletzungsbedingt verpasste und durch Drew Lock ersetzt wurde. Er kehrte am 16. Spieltag beim 20:17-Sieg gegen die Tennessee Titans zurück, bei dem er zwei Touchdowns warf. Insgesamt beendete Smith die Saison mit 3624 geworfenen Yards und 20 Touchdowns bei 9 Interceptions. Dafür wurde er zum zweiten Mal in den Pro Bowl gewählt, war im Gegensatz zur Vorsaison allerdings nur Alternate.
Trotz einiger Karriere-Bestwerte – die meisten geworfenen Pässe (407), die meisten Passversuche (578), die meisten geworfenen Yards (4320) – verpassten die Seattle Seahawks erneut die Play-offs. Hinter einer eher schwachen Offensive Line wurde Geno Smith 50 Mal gesackt und fumblete 9 Mal den Ball (jeweils negative Karriere-Höchstwerte).

### Las Vegas Raiders
Nachdem eine Einigung auf eine Verlängerung des auslaufenden Vertrages nicht zustande gekommen war, einigten sich die Seahawks und die Las Vegas Raiders auf einen Trade, sparten dadurch 31 Millionen US-Dollar Cap Space ein und nahmen dafür 13,5 Millionen Dead Money in Kauf. Die Raiders gaben im Gegenzug einen Drittrunden-Draftpick (Nr. 92 insgesamt) für den NFL Draft 2025 ab. Smith wird bei den Raiders wieder unter seinem früheren Head Coach Pete Carroll spielen.

## Karrierestatistiken
| Legende | Legende            |
| ------- | ------------------ |
| Fett    | Karrierehöchstwert |

### Regular Season
| Saison                             | Team     | Spiele | Spiele      | Passing      | Passing      | Passing      | Passing      | Passing      | Passing      | Passing      | Passing      | Rushing      | Rushing      | Rushing      | Rushing      | Sacks        | Sacks        | Fumbles      | Fumbles      |
| Saison                             | Team     | gesamt | als Starter | Pässe        | Versuche     | %            | Yards        | Avg          | TD           | Int          | Rating       | Versuche     | Yards        | Avg          | TD           | Anzahl       | Yards        | Anzahl       | verlorene    |
| ---------------------------------- | -------- | ------ | ----------- | ------------ | ------------ | ------------ | ------------ | ------------ | ------------ | ------------ | ------------ | ------------ | ------------ | ------------ | ------------ | ------------ | ------------ | ------------ | ------------ |
| 2013                               | Jets     | 16     | 16          | 247          | 443          | 55,8         | 3046         | 6,9          | 12           | 21           | 66,5         | 72           | 366          | 5,1          | 6            | 43           | 315          | 8            | 4            |
| 2014                               | Jets     | 14     | 13          | 219          | 367          | 59,7         | 2525         | 6,9          | 13           | 13           | 77,5         | 59           | 238          | 4,0          | 1            | 28           | 175          | 8            | 3            |
| 2015                               | Jets     | 1      | 0           | 27           | 42           | 64,3         | 265          | 6,3          | 2            | 1            | 87,9         | 2            | 34           | 17,0         | 0            | 3            | 19           | 0            | 0            |
| 2016                               | Jets     | 2      | 1           | 8            | 14           | 57,1         | 126          | 9,0          | 1            | 1            | 81,3         | 2            | 9            | 4,5          | 0            | 3            | 19           | 1            | 0            |
| 2017                               | Giants   | 2      | 1           | 21           | 36           | 58,3         | 212          | 5,9          | 1            | 0            | 84,5         | 4            | 12           | 3,0          | 0            | 3            | 12           | 2            | 2            |
| 2018                               | Chargers | 5      | 0           | 1            | 4            | 25,0         | 8            | 2,0          | 0            | 0            | 39,6         | 8            | 2            | 0,3          | 0            | 1            | 16           | 1            | 1            |
| 2019                               | Seahawks | 0      | 0           | Ohne Einsatz | Ohne Einsatz | Ohne Einsatz | Ohne Einsatz | Ohne Einsatz | Ohne Einsatz | Ohne Einsatz | Ohne Einsatz | Ohne Einsatz | Ohne Einsatz | Ohne Einsatz | Ohne Einsatz | Ohne Einsatz | Ohne Einsatz | Ohne Einsatz | Ohne Einsatz |
| 2020                               | Seahawks | 1      | 0           | 4            | 5            | 80,0         | 33           | 6,6          | 0            | 0            | 94,2         | 2            | −2           | −1,0         | 0            | 1            | 3            | 1            | 0            |
| 2021                               | Seahawks | 4      | 3           | 65           | 95           | 68,4         | 702          | 7,4          | 5            | 1            | 103,0        | 9            | 42           | 4,7          | 1            | 13           | 117          | 1            | 1            |
| 2022                               | Seahawks | 17     | 17          | 399          | 572          | 69,8         | 4282         | 7,5          | 30           | 11           | 100,9        | 68           | 366          | 5,4          | 1            | 46           | 348          | 8            | 4            |
| 2023                               | Seahawks | 15     | 15          | 323          | 499          | 64,7         | 3624         | 7,3          | 20           | 9            | 92,1         | 37           | 155          | 4,2          | 1            | 31           | 231          | 5            | 3            |
| 2024                               | Seahawks | 17     | 17          | 407          | 578          | 70,4         | 4320         | 7,5          | 21           | 15           | 93,2         | 53           | 272          | 5,1          | 2            | 50           | 338          | 9            | 0            |
| Gesamt                             | Gesamt   | 94     | 83          | 1.721        | 2.655        | 64,8         | 19.143       | 7,2          | 105          | 72           | 88,0         | 316          | 1.494        | 4,7          | 12           | 2221.593     | 1.255        | 44           | 18           |
| Quelle: pro-football-reference.com |          |        |             |              |              |              |              |              |              |              |              |              |              |              |              |              |              |              |              |

### Postseason
| Saison                             | Team     | Spiele | Spiele      | Passing      | Passing      | Passing      | Passing      | Passing      | Passing      | Passing      | Passing      | Rushing      | Rushing      | Rushing      | Rushing      | Sacks        | Sacks        | Fumbles      | Fumbles      |
| Saison                             | Team     | gesamt | als Starter | Pässe        | Versuche     | %            | Yards        | Avg          | TD           | Int          | Rating       | Versuche     | Yards        | Avg          | TD           | Anzahl       | Yards        | Anzahl       | verlorene    |
| ---------------------------------- | -------- | ------ | ----------- | ------------ | ------------ | ------------ | ------------ | ------------ | ------------ | ------------ | ------------ | ------------ | ------------ | ------------ | ------------ | ------------ | ------------ | ------------ | ------------ |
| 2018                               | Chargers | 0      | 0           | Ohne Einsatz | Ohne Einsatz | Ohne Einsatz | Ohne Einsatz | Ohne Einsatz | Ohne Einsatz | Ohne Einsatz | Ohne Einsatz | Ohne Einsatz | Ohne Einsatz | Ohne Einsatz | Ohne Einsatz | Ohne Einsatz | Ohne Einsatz | Ohne Einsatz | Ohne Einsatz |
| 2019                               | Seahawks | 0      | 0           | Ohne Einsatz | Ohne Einsatz | Ohne Einsatz | Ohne Einsatz | Ohne Einsatz | Ohne Einsatz | Ohne Einsatz | Ohne Einsatz | Ohne Einsatz | Ohne Einsatz | Ohne Einsatz | Ohne Einsatz | Ohne Einsatz | Ohne Einsatz | Ohne Einsatz | Ohne Einsatz |
| 2020                               | Seahawks | 0      | 0           | Ohne Einsatz | Ohne Einsatz | Ohne Einsatz | Ohne Einsatz | Ohne Einsatz | Ohne Einsatz | Ohne Einsatz | Ohne Einsatz | Ohne Einsatz | Ohne Einsatz | Ohne Einsatz | Ohne Einsatz | Ohne Einsatz | Ohne Einsatz | Ohne Einsatz | Ohne Einsatz |
| 2022                               | Seahawks | 1      | 1           | 25           | 35           | 71,4         | 253          | 7,2          | 2            | 1            | 98,9         | 4            | 28           | 7,0          | 0            | 3            | 25           | 1            | 1            |
| Gesamt                             | Gesamt   | 1      | 1           | 25           | 35           | 71,4         | 253          | 7,2          | 2            | 1            | 98,9         | 4            | 28           | 7,0          | 0            | 3            | 25           | 1            | 1            |
| Quelle: pro-football-reference.com |          |        |             |              |              |              |              |              |              |              |              |              |              |              |              |              |              |              |              |